# Linderiella
Linderiella — род жаброногих ракообразных из семейства Chirocephalidae. В составе рода пять видов.

## Распространение
Встречаются эти рачки в США (Калифорния), Марокко, юго-восточной части Франции и в южной части Испании.